# جوناثان دوغلاس
جوناثان دوغلاس (بالإنجليزية: Jonathan Douglas)‏ (22 نوفمبر 1981 جمهورية أيرلندا - ) هو لاعب كرة قدم أيرلندي يلعب كلاعب وسط.

## وصلات خارجية
جوناثان دوغلاس على موقع قاعدة بيانات كرة القدم.إي يو (الإنجليزية)
- جوناثان دوغلاس على موقع Soccerbase.com (لاعب) (الإنجليزية)
- جوناثان دوغلاس على موقع عالم كرة القدم.نت (الإنجليزية)